# Utricularia reniformis
Utricularia reniformis — вид рослин із родини пухирникових (Lentibulariaceae).

## Біоморфологічна характеристика

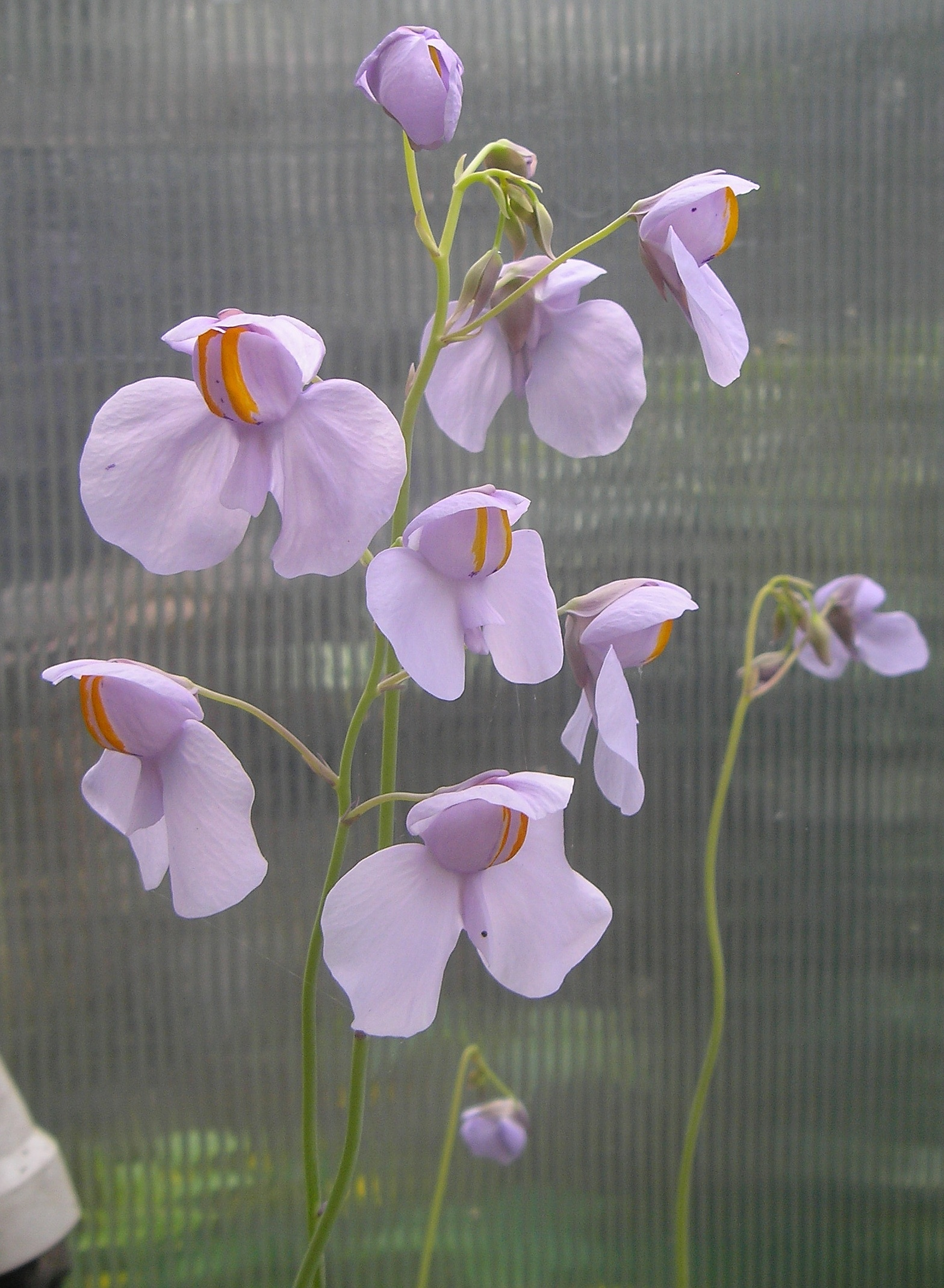

Росте як наземно, так і епіфітно. Має досить великі як для Utricularia листки. Ніжка листка завдовжки до 30 см і ниркоподібної листової пластинки до 14 см у діаметрі. Пастки мають розміри від 0.7 до 1.5 мм і щільно вкриті залозками. Вони мають два нерозгалужені спинні відростки. Суцвіття завдовжки до 1 м має від 3 до 14 квіток розміром ≈ 4 см. Піднебіння фіолетово-блакитного віночка характеризується двома золотисто-жовтими, смугастими плямами, які облямовані червоно-фіолетовими краями.

## Середовище проживання
Цей вид поширений у прибережних хребтах південно-східної Бразилії.
Цей вид росте на суші на вологих пасовищах або серед вологих скель, але в північній частині ареалу також росте у водоймах, що містяться в пазухах листків бромелієвих; на висотах від 750 до 1900 метрів.

## Використання
Вид культивується невеликою кількістю ентузіастів роду. Торгівля незначна.